# Amara (insecte)
Pour les articles homonymes, voir Amara.
Genre
Amara est un genre d'insectes de l'ordre des coléoptères, de la famille des carabidés.

## Espèces présentes en Europe

### Sous-genreAcorius
- Amara metallescens (Zimmermann, 1831)

### Sous-genreAllobradytus
- Amara armeniaca (Motschulsky, 1839)

### Sous-genreAmara
- Amara aenea (De Geer, 1774)
- Amara anthobia A. Villa & G.B. Villa, 1833
- Amara bamidunyae Bates, 1878
- Amara biarticulata Motschulsky, 1845
- Amara communis (Panzer, 1797)
- Amara convexior Stephens, 1828
- Amara curta Dejean, 1828
- Amara eurynota (Panzer, 1797)
- Amara famelica Zimmermann, 1832
- Amara familiaris (Duftschmid, 1812)
- Amara littoralis Mannerheim, 1843
- Amara littorea, C.G. Thomson, 1857
- Amara lucida (Duftschmid, 1812)
- Amara lunicollis Schiödte, 1837
- Amara montivaga Sturm, 1825
- Amara morio Ménétriés, 1832
  - Amara morio nivium Tschitschérine, 1900
- Amara nigricornis C.G. Thomson, 1857
- Amara nitida Sturm, 1825
- Amara ovata (Fabricius, 1792)
- Amara proxima Putzeys, 1866
- Amara saphyrea Dejean, 1828
- Amara schimperi Wencker in Wencker & Silbermann, 1866
- Amara similata (Gyllenhal, 1810)
- Amara spreta Dejean, 1831
- Amara subconvexa Putzeys, 1865
- Amara tibialis (Paykull, 1798)

### Sous-genreAmathitis
- Amara abdominalis (Motschulsky, 1844)
- Amara parvicollis Gebler, 1833
- Amara rufescens (Dejean, 1829)
  - Amara rufescens rufescens (Dejean, 1829)
  - Amara rufescens shismatica Antoine, 1957
- Amara subplanata Putzeys, 1866

### Sous-genreAmmoleirus
- Amara megacephala Gebler, 1829

### Sous-genreAmmoxena
- Amara diaphana Tschitschérine 1894

### Sous-genreBradytus
- Amara apricaria (Paykull, 1790)
- Amara aurichalcea Germar, 1824
- Amara consularis (Duftschmid, 1812)
- Amara crenata Dejean, 1828
- Amara fulva (O.F. Müller, 1776)
- Amara glacialis (Mannerheim, 1853)
- Amara majuscula (Chaudoir, 1850)
- Amara reitteri Tschitschérine, 1894

### Sous-genreCamptocelia
- Amara affinis Dejean, 1828
- Amara arcuata (Putzeys, 1865)
  - Amara arcuata arcuata (Putzeys, 1865)
  - Amara arcuata castiliana Hieke, 1983
- Amara barcelonensis Hieke, 1983
- Amara brevis Dejean, 1828
- Amara corpulenta (Putzeys, 1865)
- Amara cottyi Coquerel, 1859
  - Amara cottyi aenescens (Putzeys, 1866)
  - Amara cottyi cottyi Coquerel, 1859
- Amara eximia Dejean, 1828
- Amara gravidula Rosenhauer, 1856
  - Amara gravidula gravidula Rosenhauer, 1856
  - Amara gravidula testudinea (Putzeys, 1865)
- Amara malacensis Hieke, 1983
- Amara rotundata Dejean, 1828

### Sous-genreCelia
- Amara aberrans Baudi di Selve, 1864
- Amara ambulans (Zimmermann, 1832)
- Amara arenaria (Putzeys, 1865)
- Amara atlantis Antoine, 1925
- Amara bifrons (Gyllenhal, 1810)
- Amara brunnea (Gyllenhal, 1810)
- Amara cursitans Zimmermann, 1832
- Amara erratica (Duftschmid, 1812)
- Amara fervida Coquerel, 1859
- Amara fusca Dejean, 1828
- Amara hannemanni Hieke, 1991
- Amara hicksi Lindroth, 1968
- Amara infima (Duftschmid, 1812)
- Amara ingenua (Duftschmid, 1812)
- Amara interstitialis Dejean, 1828
- Amara messae Baliani, 1924
- Amara misella L. Miller, 1868
- Amara montana Dejean, 1828
- Amara municipalis (Duftschmid, 1812)
  - Amara municipalis bischoffi Jedlicka, 1946
  - Amara municipalis municipalis' (Duftschmid, 1812)
- Amara praetermissa (C.R. Sahlberg, 1827)
- Amara sabulosa (Audinet-Serville, 1821)
- Amara saginata (Ménétriés, 1847)
- Amara sollicita Pantel, 1888

### Sous-genreCribramara
- Amara skopini Hieke, 1976

### Sous-genreCurtonotus
- Amara alpina (Paykull, 1790)
- Amara aulica (Panzer, 1797)
- Amara brevicollis (Chaudoir, 1850)
- Amara castanea (Putzeys, 1866)
- Amara convexiuscula (Marsham, 1802)
- Amara cribricollis (Chaudoir, 1846)
- Amara deserta (Krynicki, 1832)
- Amara fodinae Mannerheim, 1825
- Amara gebleri Dejean, 1831
- Amara hyperborea Dejean, 1831
- Amara propinqua Ménétriés, 1832
- Amara torrida (Panzer, 1796)

### Sous-genreHarpalodema
- Amara fausti (Reitter, 1888)
- Amara lutescens (Reitter, 1888)
- Amara magniceps Hieke, 1993
- Amara turcmenica Tschitschérine, 1894

### Sous-genreLeiocnemis
- Amara krueperi Apfelbeck, 1904

### Sous-genreLeirides
- Amara alpestris A. Villa & G.B. Villa, 1833
  - Amara alpestris alpestris A. Villa & G.B. Villa, 1833
  - Amara alpestris baldensis K. Daniel & J. Daniel, 1898
  - Amara alpestris dolomitana K. Daniel & J. Daniel, 1898
  - Amara alpestris pasubiana K. Daniel & J. Daniel, 1898
- Amara cardui Dejean, 1831
  - Amara cardui cardui Dejean, 1831
  - Amara cardui graja K. Daniel & J. Daniel, 1898
  - Amara cardui psyllocephala K. Daniel & J. Daniel, 1898
  - Amara cardui sibylla Holdhaus, 1942
- Amara nobilis (Duftschmid, 1812)
- Amara spectabilis Schaum, 1858

### Sous-genreLeiromorpha
- Amara alpicola Dejean, 1828
- Amara constantini Binaghi, 1946
- Amara cuniculina Dejean, 1831
- Amara doderoi Baliani, 1926
- Amara frigida (Putzeys, 1867)
- Amara lantoscana Fauvel, 1888
  - Amara lantoscana boissyi Colas, 1951
  - Amara lantoscana hervei (Schuler, 1964)
  - Amara lantoscana lantoscana Fauvel, 1888
- Amara uhligi Holdhaus, 1904

### Sous-genreLeironotus
- Amara albarracina Hieke, 1984
- Amara glabrata Dejean, 1828
- Amara oertzeni Hieke, 1984
- Amara ooptera (Putzeys, 1865)
- Amara rotundicollis (Schaufuss, 1862)

### Sous-genreLeuris
- Amara espagnoli (J. Vives, 1971)
- Amara puncticollis Dejean, 1828
- Amara pyrenaea Dejean, 1828

### Sous-genreParacelia
- Amara dalmatina Dejean, 1828
- Amara dichroa Putzeys, 1870
- Amara quenseli (Schönherr, 1806)
  - Amara quenseli quenseli (Schönherr, 1806)
  - Amara quenseli silvicola Zimmermann, 1832
- Amara rufoaenea Dejean, 1828
- Amara samnitica A. Fiori, 1899
- Amara saxicola Zimmermann, 1832
- Amara serdicana Apfelbeck, 1904
- Amara simplex Dejean, 1828
- Amara superans Wollaston, 1854

### Sous-genreParaleirides
- Amara bickhardti Sainte-Claire Deville, 1906

### Sous-genreParapercosia
- Amara taurica (Motschulsky, 1845)

### Sous-genrePercosia
- Amara equestris (Duftschmid, 1812)
  - Amara equestris equestris (Duftschmid, 1812)
  - Amara equestris pastica Dejean, 1831
  - Amara equestris zabroides Dejean, 1828
- Amara infuscata (Putzeys, 1866)
- Amara sicula Dejean, 1831

### Sous-genreXanthamara
- Amara chlorotica Fairmaire, 1867

### Sous-genreZabroscelis
- Amara ditomoides (Putzeys, 1866)

### Sous-genreZezea
- Amara chaudoiri Schaum, 1858
  - Amara chaudoiri chaudoiri Schaum, 1858
  - Amara chaudoiri incognita Fassati, 1946
- Amara concinna Zimmermann, 1832
- Amara erythrocnema Dejean, 1828
- Amara floralis Gaubil, 1844
- Amara fulvipes (Audinet-Serville, 1821)
- Amara kulti Fassati, 1947
- Amara plebeja (Gyllenhal, 1810)
- Amara reflexicollis Motschulsky, 1845
- Amara refulgens (Reiche, 1876)
- Amara rufipes Dejean, 1828
- Amara strandi Lutshnik, 1933
- Amara strenua Zimmermann, 1832
- Amara tricuspidata Dejean, 1831